# بطولة كرة القدم الألمانية 1950
بطولة كرة القدم الألمانية 1950 (بالألمانية: Deutsche Fußballmeisterschaft 1949/50)‏ هو الموسم 40 من بطولة كرة القدم الألمانية ‏. أقيم خلال الفترة 21 مايو 1950 وحتى 25 يونيو 1950، وأشرف على تنظيمه اتحاد ألمانيا لكرة القدم، وكان عدد الأندية المشاركة فيه 16، وفاز فيه نادي شتوتغارت.